# Cantón de Pouyastruc
El cantón de Pouyastruc era una división administrativa francesa, que estaba situada en el departamento de Altos Pirineos y la región de Mediodía-Pirineos.

## Composición
El cantón estaba formado por veintisiete comunas:
- Aubarède
- Bouilh-Péreuilh
- Boulin
- Cabanac
- Castelvieilh
- Castéra-Lou
- Chelle-Debat
- Collongues
- Coussan
- Dours
- Gonez
- Hourc
- Jacque
- Lansac
- Laslades
- Lizos
- Louit
- Marquerie
- Marseillan
- Mun
- Oléac-Debat
- Peyriguère
- Pouyastruc
- Sabalos
- Soréac
- Souyeaux
- Thuy

## Supresión del cantón de Pouyastruc
En aplicación del Decreto n.º 2014-242 de 25 de febrero de 2014, el cantón de Pouyastruc fue suprimido el 22 de marzo de 2015 y sus 27 comunas pasaron a formar parte del nuevo cantón de Las Laderas.